# Allium sairamense
Allium sairamense är en amaryllisväxtart som beskrevs av Eduard August von Regel. Allium sairamense ingår i släktet lökar, och familjen amaryllisväxter. Inga underarter finns listade i Catalogue of Life.